# 原田裕 (政治家)
原田 裕（はらだ ゆたか、1952年10月22日 - ）は、日本の政治家。北海道恵庭市長（4期）。元・北海道議会議員（4期）。

## 来歴
北海道三笠市出身。恵庭市立島松小学校、恵庭市立恵北中学校、北海道札幌東高等学校卒業。1976年（昭和51年）3月、北海道大学法学部卒業。同年5月、恵庭市役所勤務。1986年（昭和61年）3月、家業を継ぐために恵庭市役所を退職。
1995年（平成7年）4月30日、北海道議会議員に就任。以後計4回当選を果たす。道議時代は自由民主党に所属していた。
2009年（平成21年）10月31日、道議を辞職。11月15日に行われた恵庭市長選挙に無所属で出馬し、現職の中島興世を破り初当選した（原田：19,449票、中島：13,195票）。投票率は60.63％。11月26日、市長に就任。
2013年（平成25年）、無投票で再選。2017年（平成29年）、無投票で3選。2021年(令和4年)、無投票で4選。

## 所属団体・関連団体
- 明治の日を作る首長会[5]